# Tya
Tya – rzeka w Norwegii w okręgu Trøndelag w gminie Tydal o długości 15 km. Wypływa z jeziora Stuggusjøen w pobliżu Stugudalen. Uchodzi do Nei w Ås. Jest częścią sieci rzecznej Nea-Nidelvvassdraget.